# Alfred Berger (kunstschaatser)
Alfred Berger (Wenen, 25 augustus 1894 – 11 juni 1966) was een Oostenrijkse kunstschaatser. Berger nam deel aan het paarrijden samen met Helene Engelmann. Berger en Engelmann namen tweemaal deel aan de wereldkampioenschappen en wonnen beide keren de wereldtitel. Beiden wonnen in 1924 ook de gouden medaille op de Olympische Winterspelen 1924 in het Franse Chamonix.

## Belangrijke resultaten
| Kampioenschap | 1922 | 1923 | 1924 |
| ------------- | ---- | ---- | ---- |
| OS paren      |      |      | Goud |
| WK paren      | Goud |      | Goud |